# جیانگ فودونگ
جیانگ فودونگ (انگلیسی: Jiang Fudong؛ زادهٔ ۱۰ ژانویهٔ ۱۹۸۳) بازیکن والیبال اهل چین است. وی در بازی‌های المپیک تابستانی ۲۰۰۸ شرکت کرده‌است.